# Геральд Геттінг
Геральд Геттінг (нім. Gerald Götting; 9 червня 1923 Галле, Ангальт, Веймарська республіка — 19 травня 2015, Берлін, Німеччина) — державний діяч НДР. Член ХДС НДР. Голова Народної палати НДР у 1969—1976 роках. Генеральний секретар ХДС у 1946—1966 роках, голова ХДС у 1966—1989.

## Біографія
Народився в родині працівника торгівлі.
Під час Другої світової війни служив у вермахті, в складі інформаційно-новинної групи люфтваффе, потрапив у полон. Після звільнення в 1946 році вступив в ХДС. З 1947 по 1949 роки він навчався, проте не завершив освіти, на факультеті філології, германістики та історії Галле-Віттенберзького університету.
В 1949 році був обраний генеральним секретарем ХДС. У 1966 році пішов з поста генерального секретаря ХДС, став головою ХДС. З 1949 по 1990 роки — був членом Народної палати НДР, до 1958 року — її віце-президент і заступник голови. У 1949—1963 роках очолював фракцію ХДС у Народній палаті, потім — до 1969 року — голова комітету з міжнародних справ.
З 1975 року він також був головою Ліги дружби народів, а з 1971 по 1989 рр. був віце-президентом утвореного в 1970 році в Берліні комітету НДР з питань європейської безпеки і співробітництва. Крім того, в 1960-1990 роках він обіймав посаду заступника голови комітету з національної оборони НДР.
В 1958—1963 роках обіймав посаду заступника голови Ради Міністрів НДР, з 1963 обіймав посаду заступника голови Державної ради НДР. У 1969—1976 роках обіймав посаду голови Народної палати НДР. 
У листопаді 1989 року пішов у відставку з усіх посад. У грудні 1989 року був заарештований і звільнений у лютому 1990 року. Був виключений з ХДС в 1991 році. У липні 1991 року Берлінським земельним судом він був засуджений до умовного тюремного ув'язнення на 18 місяців за розкрадання партійних коштів.
Згодом політик співпрацював з Берлінським альтернативним історичним форумом.
Після розсекречення архівів східнонімецьких спецслужб з'ясувалося, що в 1951 році Геттінген був завербований радянськими органами державної безпеки під кодовою назвою «Гебель», а з 1953 року був негласним співробітником Міністерства державної безпеки НДР (штазі). Тим не менше, сам він також був під наглядом державної безпеки.

## Нагороди та звання
У 1961 році він був нагороджений німецьким орденом «За заслуги перед Вітчизною» з почесною пряжкою в золоті.